# Syllepte thomealis
Syllepte thomealis là một loài bướm đêm trong họ Crambidae.